# 山本学園情報文化専門学校

山本学園情報文化専門学校（やまもとがくえんじょうほうぶんかせんもんがっこう）とは、愛知県知立市にある私立の専修学校。

## 概要
学校法人山本学園が設置する。
1953年（昭和28年）に設立され、1956年（昭和31年）に愛知県知事により専修学校認可がなされる。

## 設置学科

### 高等部（高等課程）
2年次よりコース選択。
広域通信制・単位制高等学校である緑誠蘭高校と技能連携を結んでいる。
ファッションライフ科
- ファッションクリエイトコース
- ライフデザインコース

調理師科
- 調理テクニカルコース
- パティシエベーシックコース

ビジネス科
- プログラミングコース
- オペレーティングコース
- CGデザインコース

### 専門課程
専門学校、短大、大学などの卒業者が対象。
高度情報ビジネス科（1年制）
- 高度テクノロジーコース

情報ビジネス科（2年制）
- 情報ライセンスコース
- CGデザインコース
- ITビジネスコース

## 所在地
- 愛知県知立市池端一丁目13番地

## アクセス
- 名鉄名古屋本線・三河線 知立駅から徒歩で約1分。

## 姉妹校
- 中部ファッション専門学校
- 中部製菓専門学校